# Kisz (wyspa)
Kisz (pers. کیش, Kīsh) – wyspa należąca do Iranu, położona na Zatoce Perskiej, 19 km od wybrzeża. Powierzchnia wyspy wynosi 91 km².

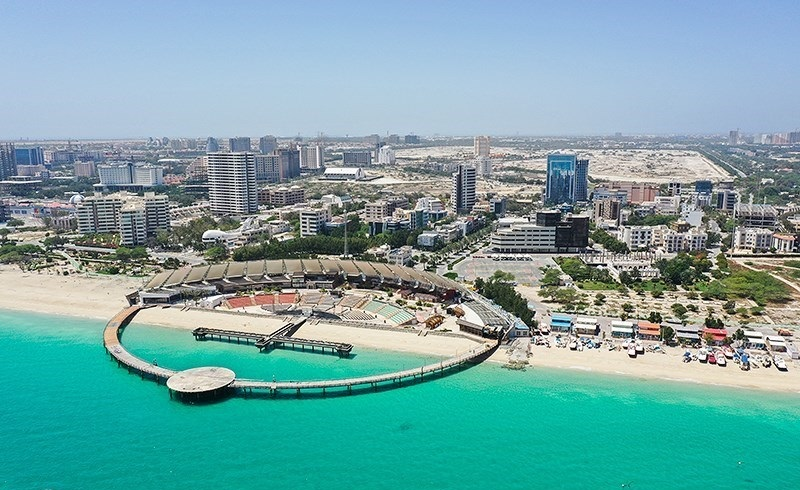

W latach 70. XX wieku podjęto działania mające na celu uczynienie z wyspy znaczącego ośrodka turystycznego. Na początku lat 90. wyspa ustanowiona została strefą wolnocłową. Turyści przybywający na wyspę zwolnieni są z obowiązku wizowego. Na wyspie obowiązują mniej restrykcyjne prawa obyczajowe niż w pozostałych częściach kraju.
Na wyspie znajduje się międzynarodowy port lotniczy oraz Irańska Giełda Naftowa.